# Carl Wirtz (Abt)
Carl Wirtz (* um 1640 in Cochem; † 10. Dezember 1705 in Neuwied-Heimbach-Weis) war ein deutscher Prämonstratenser und Abt der Abtei Rommersdorf.

## Leben
Die Familie von Carl Wirtz besaß gemeinsame Güterrechte mit der Abtei Rommersdorf als Anlieger von Weinbergen in Cochem und Cond. Aus einem Verzeichnis der Rommersdorfer Weingüter in Cond von 1600 bis 1648 geht ein Johann Wirtz als Anlieger eines Weinberges hervor. 1680 ist es Maria Wirtz, die als Anliegerin eines Rommersdorfer Weinberges genannt wird und 1689 überließ Carl Wirtz einen angrenzenden Weinberg seinem Bruder Adam zur Nutznießung.
Wirtz legte 1665 die Profess ab und war dann Prior des Klosters und zugleich Pfarrer in Irlich, einer kurtrierischen Enklave im reformierten Fürstentum Wied. Von 1664 bis 1670 war er Prior im Kloster Engelport und wurde 1671 als Nachfolger Gerhard von Entzens zum Abt der Abtei Rommersdorf gewählt.
Während seiner Amtszeit wurden umfangreiche Güterbewegungen durch Erwerb oder Verkauf getätigt. Von 1685 bis 1688 kaufte er Güter der Familie des Schultheißen Schmitz aus Leutesdorf, 1692 übernahm er die Hälfte der Claurenschen Güter in Oberhammerstein, wozu auch das Burghaus neben der Kirche zählte. 1696 kaufte er dem Kölner Hospital St. Ursula die Brückenzinsen von Irlich ab. 1700 verkauften der Konvent und Abt Wirtz dem Erzbistum Trier eine Hofstatt beim Rommersdorfer Hof in Koblenz. 1700 erwarb er den Bassenheimer Hof in Leutesdorf, sowie im Jahr darauf den Annischerhof bei Klotten, der später an die Grafen von Eltz ging.
In der Abtei Rommersdorf ließ er die Abteikirche von einer Basilika zu einer einhüftigen, zweischiffigen Hallenkirche zurückbauen und barockisieren. 1698 wurde der Nordturm abgebrochen, später das um zwei Joche gekürzte Langhaus eingewölbt, das südliche Seitenschiff erhöht und mit einem Schleppdach versehen. Er begann auch mit dem Abbruch und Wiederaufbau der verfallenen Klostergebäude südlich der Klausur, starb aber darüber am 10. Dezember 1705. Nachfolger wurde sein Neffe Johannes Wirtz.